# Brünnstadt
Brünnstadt ist ein Gemeindeteil der Gemeinde Frankenwinheim im unterfränkischen Landkreis Schweinfurt in Bayern.

## Geografische Lage
Das Kirchdorf liegt im Norden des Frankenwinheimer Gemeindegebietes. Nördlich liegt der Kolitzheimer Gemeindeteil Herlheim, im Nordosten der sogenannte Hörnauwald mit dem gleichnamigen See. Im Osten befindet sich die ehemalige Kreisstadt Gerolzhofen, im Süden Frankenwinheim. Im Südwesten beginnt mit dem Volkacher Gemeindeteil Krautheim der Landkreis Kitzingen, im Westen liegt Zeilitzheim. An Brünnstadt führt der Fränkische Marienweg vorbei.

## Geschichte
Erstmals erwähnt wurde der Ort bereits zur Karolingerzeit, damals hieß er „Brunonsteti“. Der Name verweist auf einen Dorfbrunnen. Im Jahr 1182 erwarb das Zisterzienserkloster Ebrach einige Güter im Dorf, die vorher dem Würzburger Ministerialen Friedrich von Brünnstadt gehört hatten. 1261 gehörte das Dorf ganz dem Kloster und war dem Amtsdorf Sulzheim zugeordnet.
Im Jahr 1678 weihte der Ebracher Abt Alberich Degen den Ortsfriedhof von Brünnstadt und veranlasste den Bau einer Kirche. Im Jahr 1779 kam es zum sogenannten Kirchweihkrieg. Das Hochstift Würzburg verlangte von seinen Untertanen, dass alle Gemeinden die Kirchweih am Sonntag nach Martini zu feiern hatten. Die Brünnstädter weigerten sich und feierten im September. Daraufhin rückte der Gerolzhöfer Stadtvogt mit Bewaffneten im Dorf ein. Im Jahr 1977 wurde Brünnstadt in Frankenwinheim eingemeindet.

## Sehenswürdigkeiten
In Brünnstadt gibt es eine Vielzahl von Baudenkmälern. Der Mittelpunkt ist die Kirche aus dem 17. Jahrhundert. Sie ist dem heiligen Bonifatius geweiht und wurde zwischen 1754 und 1780 erweitert. Wegen des Anwachsens der Gemeinde erhielt die Kirche 1936 ein Querhaus. Im Inneren überwiegt die Ausstattung des 18. Jahrhunderts. Das Altarblatt des Hochaltars zeigt die Krönung Mariens und stammt von einem unbekannten Künstler.
Als katholischer Ort wird Brünnstadt von vielen Bildstöcken und Kleindenkmälern im Dorf geprägt. Auf dem Dorfplatz steht das Standbild des heiligen Wendelin. Es stammt aus dem Jahr 1745 und wurde 1927 erneuert. Ein Kriegerdenkmal von 1921 wurde mit der Patronin des Frankenlandes verziert. Ältester Bildstock ist der sogenannte Gerbmesser-Bildstock an den Seewiesen. Er entstand 1593 und erinnert an einen grausamen Mord.